# Kaikeyi
Pour le film indien de 1983, voir Kaikeyi (film).

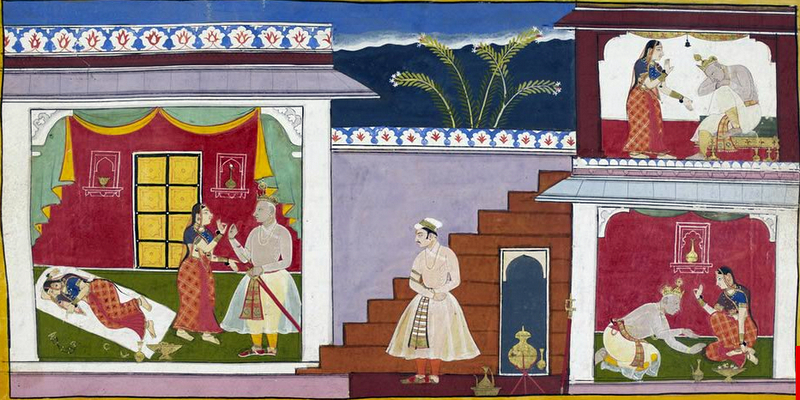
Dasharatha promet de bannir Râma à la demande de Kaikeyi. Illustration d'un manuscrit du XVIIe siècle.

Dans l'épopée hindoue du Ramayana, Kaikeyi (sanskrit : कैकेयी, Kaikeyī, indonésien : Kekayi, birman : Kaike, malais : Kekayi, thaï : Kaiyakesi, khmer : កៃកេសី) est une des trois épouses du roi Daśaratha d'Ayodhyā. Elle est la mère du prince Bharata et la belle-mère de Râma, dont elle demande l'exil à son mari. Le mot sanskrit « Kaikeyī » signifie « appartenant au Royaume de Kekeya (en) », un état cité aussi dans le Mahabaratha et situé approximativement au Pendjab, dans l'actuel Pakistan.
Il est difficile de savoir si elle est la deuxième ou la troisième épouse de Dasharatha. Dans l’Ayodhya kand, Râma déclare qu'elle est leur plus jeune mère (chapitre 52, verset 61). Mais dans l’Aranya kand, il déclare au contraire « न ते अम्बा मध्यमा तात गर्हितव्या कथंचन । ताम् एव इक्ष्वाकु नाथस्य भरतस्य कथाम् कुरु » (chapitre 16, verset 37), ce qui signifie « De toute manière, cher Lakshmana, tu n'es pas censé te plaindre d'une de nos mères, mais nous parler de Bharata, le roi des Ikshavus (en) ». Les mots « अम्बा मध्यमा » signifient deuxième mère, ou mère du milieu.

## Jeunesse
Kaikeyi est la fille du puissant roi du Kekeya (en), Ashwapati (अश्‍वपति, litt. « seigneur des chevaux »), un allié de longue date du Kosala sur lequel règne Dasharatha. Elle épouse celui-ci après qu'il a promis à son père que le fruit de leur union lui succéderait sur le trône du Kosala. Dasaratha pouvait faire cette promesse, car sa première épouse, Kausalya (en), n'avait pas d'enfant et ne semblait pas devoir en avoir, et que la deuxième, Sumitra (en), princesse de Magadha, était également restée stérile.
Seule fille parmi sept frères, Kaikeyi avait grandi sans influence maternelle, son père ayant banni leur mère comme incapable d'élever une famille. À la suite d'un vœu, le roi Ashwapati pouvait comprendre le langage des oiseaux — mais s'il révélait à quiconque ce qu'il avait entendu, il en mourrait. Un jour, le roi et la reine se promenaient dans le jardin quand Ashwapati surprit la conversation d'un couple de cygnes, qui l'amusa tant, qu'il éclata de rire. Bien que la reine sût qu'il ne pouvait la lui divulguer sous peine de mourir, elle insista pour en connaitre la cause. Ashwapati comprit alors que son épouse se souciait peu de lui et la renvoya chez ses parents.
Kaikeyi fut élevée par sa nourrice Manthara (en), qui la suivit à Ayodhya au moment de son mariage avec Dasharatha. La vieille femme intriguait constamment pour renforcer sa position à la cour. Et comme celle-ci dépendait de celle de Kaikeyi, Manthara ne perdait pas une occasion de susciter l'inquiétude de la jeune reine et sa jalousie pour Kausalya (en), bien que Dasharatha soit également amoureux de ses trois épouses.
Les manigances de Manthara aboutirent à leurs fins lorsque Kaikeyi réussit à convaincre le roi de la laisser l'accompagner lors d'une campagne contre  le démon Sambarasura, un ennemi d'Indra et de Dasaratha. Au cours d'une bataille particulièrement rude, la roue du char de Daśaratha se brisa et Samhasura réussit à envoyer une flèche dans la poitrine du roi à travers sa cuirasse. Kaikeyi, qui conduisait le char, répara la roue et emmena le roi pour le soigner à l'écart des combats. Touché par ses attentions et son sang-froid, celui-ci lui promit de réaliser deux de ses vœux.

## Les vœux

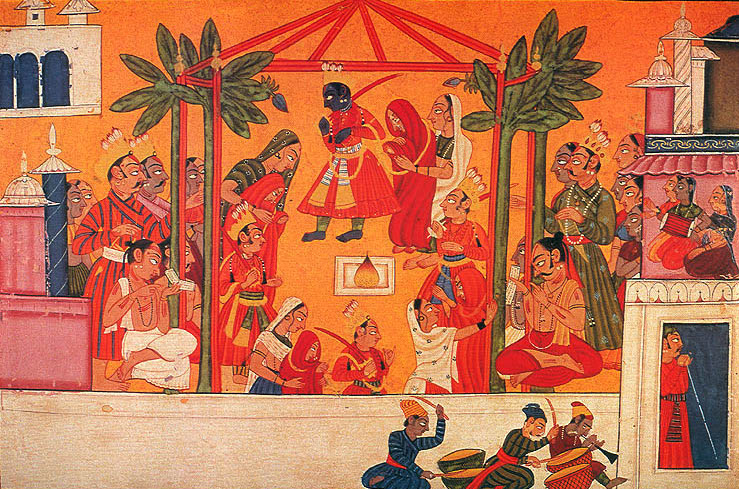
Mariage des quatre fils de Dasharatha (miniature indienne, Mandi, vers 1750).

Les trois reines eurent finalement des enfants : Kausalya (en) donna naissance à Râma, Sumitra (en) à Lakshmana et Shatrughna, et Kaikeyi elle-même à Bharata. Râma était le fils favori du roi. À seize ans, il épousa Sîtâ, fille adoptive du roi Janaka de Mithila que la rumeur disait fille de la terre. Bharatha épousa Mandavi, une cousine de Sita.
Le roi Ashwapathi tomba malade et demanda à voir son petit-fils Bharatha. Le frère de Kaikeyi, Yuddhajith, se rendit à Ayodhya pour le demander à Dasharatha. Il repartit avec Baratha et son frère Shatrughna, qui était proche de lui depuis leur enfance.
Après douze ans, Dasharatha et l'assemblée royale choisirent de couronner  Râma pour lui succéder sur le trône du Kosala. Cependant, Manthara (en), craignant que Kaikeyi perde son statut à la cour (puisque Kausalya deviendrait la reine-mère), éveilla la jalousie de sa maîtresse en lui rappelant que ce couronnement priverait son fils Baratha de l'accès au trône. Elle réussit à convaincre Kaikeyi de demander la réalisation des deux vœux que Dasharatha lui avait promis bien des années plus tôt, et de lui rappeler sa promesse que leur fils deviendrait roi du Kosala. Pour éviter toute menace de la part de Râma, elle demanda son exil pour 14 ans, durée suffisante pour que Bharata consolidât son pouvoir,.
Cette opération fut un échec. Six jours après le départ de Râma, Dasharatha mourut le cœur brisé. Pire encore, Bharata refusa d'occuper le trône revenant légitimement à son frère. Il la blâma  pour la mort de son père et décida de ne plus lui donner le nom de « mère » (il lui aurait ensuite pardonné sous l'influence de Râma).